# Saint Mark (Dominica)
Saint Mark é uma das dez paróquias de Dominica. Faz fronteira com Saint Luke (ao norte) e Saint Patrick (a leste). Com uma área de 9.9 km² (2 mi²), é a menor da ilha. Tinha uma população de 1.831 habitantes segundo o Censo Populacional de 2011.
Sua principal cidade é Soufriére, seguida por Scotts Head (perto de onde o único tômbolo nas Índias Ocidentais pode ser encontrado). Outro povoado na paróquia é Galion.